# Kelheim (huyện)
Kelheim là một huyện ở bang Bayern, Đức. Huyện này giáp các huyện (từ phía bắc theo chiều kim đồng hồ): Regensburg, Landshut, Freising, Pfaffenhofen, Eichstätt và Neumarkt.

## Thị xã và đô thị
| Thị xã                                                                     | Đô thị | |
| -------------------------------------------------------------------------- | --- | --- |
| 1. Abensberg 2. Kelheim 3. Mainburg 4. Neustadt an der Donau 5. Riedenburg | 1. Aiglsbach 2. Attenhofen 3. Bad Abbach 4. Biburg 5. Elsendorf 6. Essing 7. Hausen 8. Herrngiersdorf 9. Ihrlerstein | 1. Kirchdorf 2. Langquaid 3. Painten 4. Rohr in Niederbayern 5. Saal an der Donau 6. Siegenburg 7. Teugn 8. Train 9. Volkenschwand 10. Wildenberg |